# 達拉納
達拉納（瑞典語：Dalarna）是位於瑞典中部，斯韋阿蘭地區的一個舊省。與海里耶達倫、海爾辛蘭、耶斯特里克蘭、西曼蘭和韋姆蘭陸上相鄰。